# 長溪鎮區 (阿肯色州瑟西縣)
長溪鎮區（英語：Long Creek Township）是位於美國阿肯色州瑟西縣的一個行政鎮區。

## 地方資料
根據2010年美國人口普查的數據，長溪鎮區的面積為114.68平方千米，當中陸地面積為114.53平方千米，而水域面積為0.15平方千米。當地共有人口474人，而人口密度為每平方千米4人。